# 迦密市場

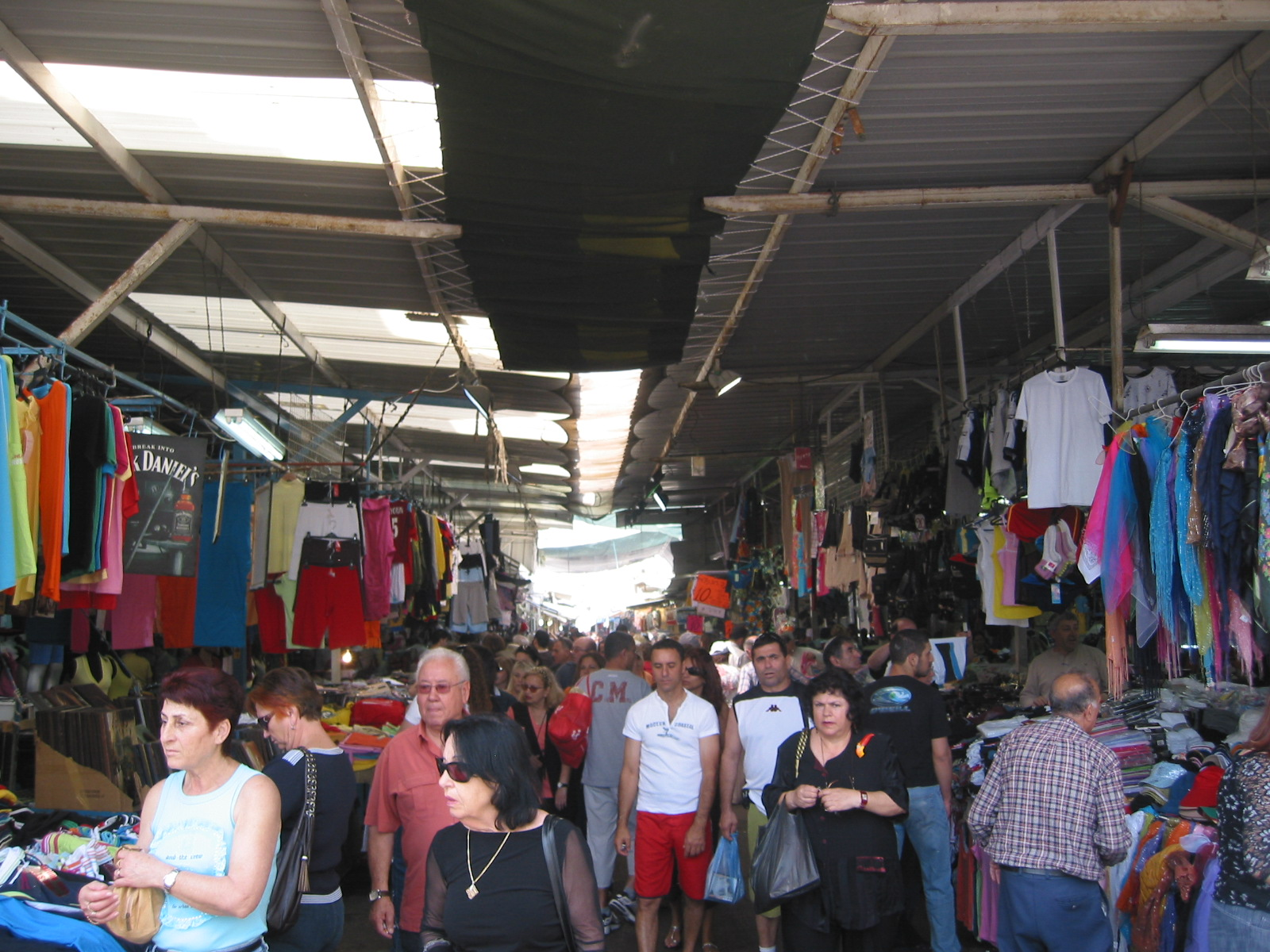
迦密市場

迦密市場（希伯來語：‎）是以色列城市特拉維夫的一座市場。除了安息日之外，迦密市場每天開放，主要銷售食品和各類商品，如家居裝飾品和鮮花。